# 二岡ゆり
二岡 ゆり（におか ゆり、1984年5月11日
）は、日本のAV女優。
スリーサイズ:B90(F)・W60・H88。

## 略歴
2005年にAVデビュー。

## 出演作品

### アダルトビデオ
2005年
- 爆乳乱舞（10月1日、HGプロ） ※「ゆり」名義
- ザ・カメラテスト まだ5、6回しかした事ないの? ナメた事もないんです じゃすぐテストしないと!（12月11日、アテナ映像）

2006年
- 超能力ハイスクール パート2（1月4日、V&Rプロダクツ）…
- 家庭教師は年下がお好き（1月20日、LEO）
- あっ!?時間が止まった! 完全版（1月20日、ケイ・エム・プロデュース）
- 念願の○○になった! 病院院長編（2月4日、V&Rプロダクツ）…
- 巨乳美尻（2月15日、実録出版）
- 制服!! えれがー・すっちー・れーすくいーん・ばすがいど（3月17日、TMクリエイト）
- （初）デカパイ素人娘 2（3月25日、TMクリエイト）
- S級女子校生軍団が素人男を強制連行（笑）（4月6日、甲斐正明事務所）
- 巨乳痴女 BOIN SEXY 2（4月28日、ステージメディア）
- 転校したら男は僕一人ぼっちだった…。 2（5月4日、アキノリ）
- 第2回 最強痴女決定戦 C-1グランプリ（5月12日、アルファーインターナショナル）
- いい女が痴女 2（5月25日、サイド・ビー制作室）…
- 女教師だってガマンできない 11（5月31日、ステージメディア）
- BOIN GIRLS DELUXE（6月30日、プラチナソフト）
- 騎痴女 Volume003（7月11日、アルファーインターナショナル）
- ゆれてFカップ（7月15日、T&Communication's）
- お姉さんのランジェリ～ 17（7月22日、ステージメディア）
- 隣の若妻が艶っぽくてボクはもう… 4（8月5日、クリスタル映像）
- 時間よ止まれ! パート5 夏祭りSP（8月17日、V&Rプロダクツ）
- 求人案内 5 エロワーク希望の職種は…!?（8月18日、TMクリエイト）
- ボクの新妻は巨乳で裸エプロンでメガネっ娘。 20（9月15日、ゴーゴーズ）
- 女子校生中出し学校（9月20日、ホットエンターテイメント）
- 女教師暴行白書 13（9月23日、VIP）
- グルグルボインボンバーズ!!（9月27日、LEO）
- 淫乱中出しワイフ（10月13日、大蔵映像）
- 姦乳美畜妻 九章（11月2日、KIプランニング） ※「二岡みどり」名義
- 女同士のルージュの世界～狂い乱れて咲く女たち（11月7日、アルファーインターナショナル）
- 地上波では絶対見れないアダルトビデオバラエティ Kさま!!（11月13日、カルマ）…
- あのスケベな巨乳お姉さんは、アイツの会社の秘書らしい。（11月29日、WEEKENDER）
- 美脚 巨乳 由利責め（12月8日、KIプランニング） ※「栗原由利」名義

2007年
- ケータイ電話（秘）モテール実態調査（1月5日、アイエナジー）
- 狂喜乱舞!! 女汁（4月19日、SODクリエイト）
- 爆乳電マFUCK（5月5日、ステージメディア）
- 巨乳痴女クラブ・サキュバス（5月29日、デジタルアーク）
- 初めての真正中出し（6月2日、モブスターズ）
- 完全盗撮! マジックミラー女子トイレ!（7月12日、ブリット）
- エロス・日本婦人のSEX もんぺ ズロース 割烹着 腰巻 肌じゅばん 青姦（7月25日、FAプロ）
- 人生は愛と涙とSEXと 連れ子の娘に教える48手秘戯/初七日の夜に夫の父と肉欲の情交/女房の姉の濡れ具合 締め具合（7月25日、FAプロ）
- 女教師だってガマンできない DX8（8月5日、ステージメディア）
- 不倫OL 危険なオフィスラブ（9月6日、ヒビノ）
- アトミックレディ（10月26日、ギガ）
- 爆乳教師 パイズリ&FUCKスペシャル 3（12月5日、ステージメディア）

2008年
- 巨乳蹂躙（2月29日、笠倉出版社）
- ほんと～にあった素人奥様の危険な遊び。（5月13日、マルクス兄弟）
- 倒錯性愛 フェチの扉 虫歯治療痕に異常興奮歯科医/惚れた男の生唾/太ももとでっかいけつの穴（7月10日、FAプロ）
- 噂の痴女エロキャンギャル（7月28日、デジタルアーク）
- 火曜日は全裸登校日（9月4日、アキノリ）
- ANEギャルMAX（9月5日、ステージメディア）
- 女子学生 成績優秀家出娘/処女喪失は12才､義父との地獄/中年男と同棲する18才（9月25日、FAプロ）
- 転校したら男は僕一人ぼっちだった…。 4（10月9日、アキノリ）
- あ～中年男 隣りの嫁とやりたい/隣りの女房とやりたい/若い娘とやりたい（10月13日、FAプロ）
- 好色女たちの悦楽も哀しみも幾年月…（11月13日、FAプロ）
- SEXの匂いがする嫁の話（11月13日、FAプロ）
- ヘンリー塚本の 痴漢・痴女の通勤バス（12月18日、FAプロ）
- 昭和のSEX 母・妻・姉・妹・先生（12月25日、FAプロ）

他